# Kleurstoffenfabriek Warner-Jenkinson
De voormalige kleurstoffenfabriek Warner-Jenkinson is een fabriekscomplex op de hoek van de Kleine Koppel en de Geldersestraat in Amersfoort. Het terrein grenst aan de Eem.
De fabriek werd in 1881 gebouwd als luciferfabriek: de stoomluciferfabriek De Eem. De productie van lucifers stopte al snel. Vanaf 1887 werd in het complex een kleurstoffenfabriek gehuisvest. Die heeft onder verschillende namen geopereerd, maar laatstelijk onder de naam Warner Jenkinson, tot 2001. Sinds die tijd is er geen industriële activiteit meer in het complex. De gemeente kocht het en verhuurde het aan verschillende groepen en individuen, die veelal in de creatieve sector werken. Het complex ontwikkelde zich in een periode van ruim vijftien jaar tot een plek voor onderzoek en ontwikkeling op het raakvlak van cultuur, wetenschap, techniek en duurzaamheid, "De WAR".

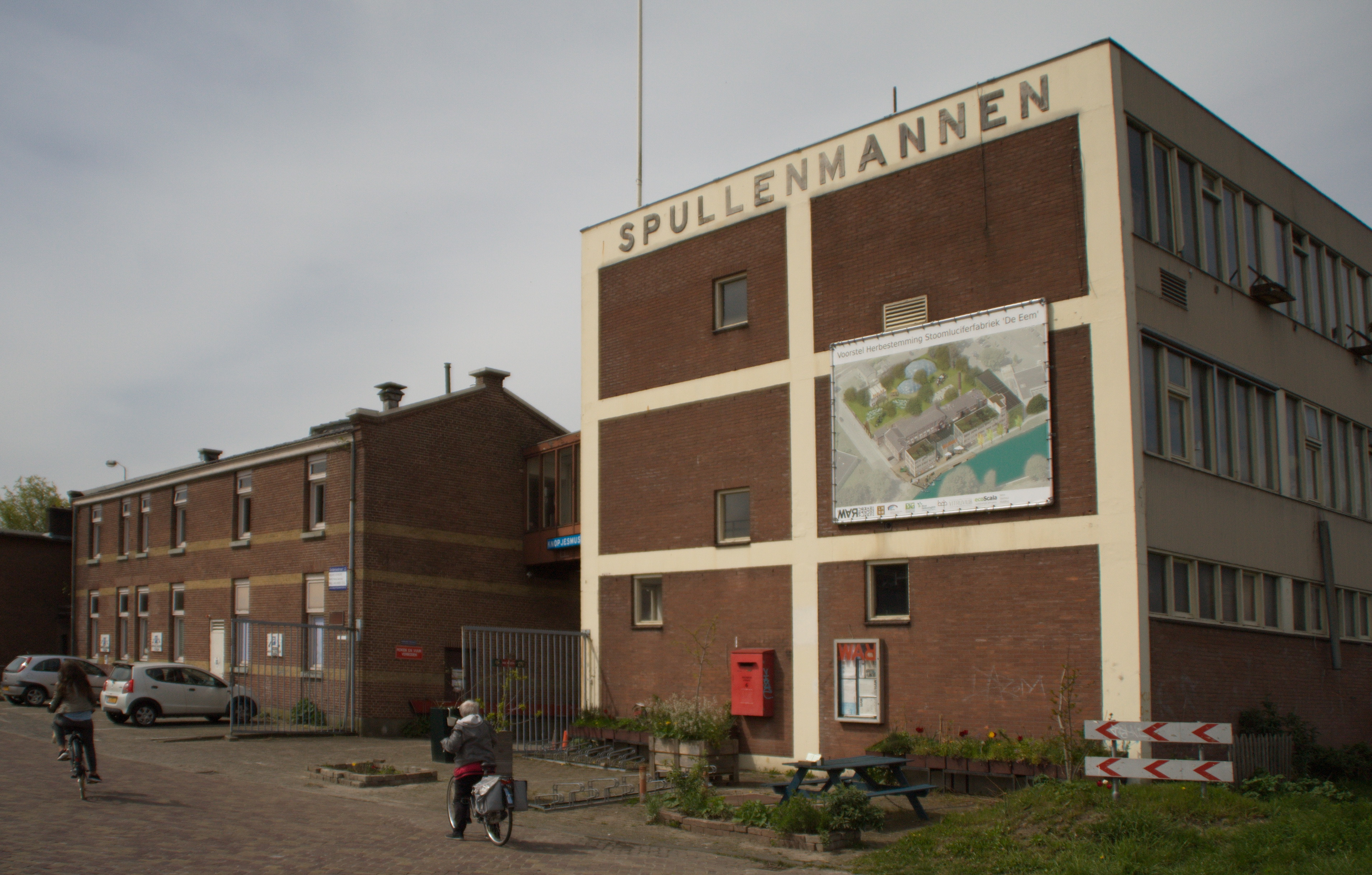
De voorzijde van de voormalige Warner-Jenkinson-complex aan de Geldersestraat in Amersfoort

Het Warner-Jenkinson-complex is het oudste nog bestaande fabriekscomplex van Amersfoort en vormt een constituerend onderdeel van het geheel van nog bestaande industriële gebouwen en andere elementen, die samen de resten zijn “van een ooit imposant industrielandschap” in Amersfoort, het Eemhavengebied. Tot de gebouwen behoren bijv. een voormalige blekerij (later de lijmfabriek Rohm & Haas), een poetsmiddelenfabriek (Erdal, later Prodent). Daarnaast zijn de Eembrug uit 1954 en het bijbehorende benzinepompgebouwtje uit dezelfde tijd elementen van een “waardevol ensemble, dat als laatste herinnert aan de industriële activiteiten” van weleer. De COVA-silo's en pakhuis het Spijker zijn gebouwen in dit gebied die inmiddels zijn verdwenen. Het industrielandschap aan de Eem behoort – naast de Wagenwerkplaats in Amersfoort – tot de (twintig) 'vensters' die een blik op het industrieel erfgoed in de provincie Utrecht bieden, en die als zodanig de aandacht van de provinciale overheid hebben.
De WAR had de ambitie om zoveel mogelijk elementen van het complex in z'n cultuurhistorische waarde te laten. Daartoe werd, in nauwe samenspraak met de Stichting Industrieel Erfgoed in de Stad Amersfoort (Siesta),  een plan ontwikkeld. Overname van het gehele complex was daarvan  een belangrijk onderdeel. In 2017 heeft de gemeente het complex echter verkocht aan een projectontwikkelaar. Het is nog niet duidelijk in hoeverre het karakteristieke complex in stand zal worden gehouden, maar er zijn ernstige zorgen.

## Geschiedenis
De geschiedenis van het fabriekscomplex Warner Jenkinson op de hoek van de Kleine Koppel en de Geldersestraat (Kleine Koppel 39; tegenwoordig Geldersestraat 6) in Amersfoort gaat terug tot in de negentiende eeuw.  In 1881 kochten Jan Barend Beuker uit Zeist en Adriaan van der Valk uit ’s-Gravenhage voor fl. 210,- van de logementhouder Albertus Schimmel een terrein op de linkeroever van de rivier de Eem om er een luciferfabriek te bouwen.

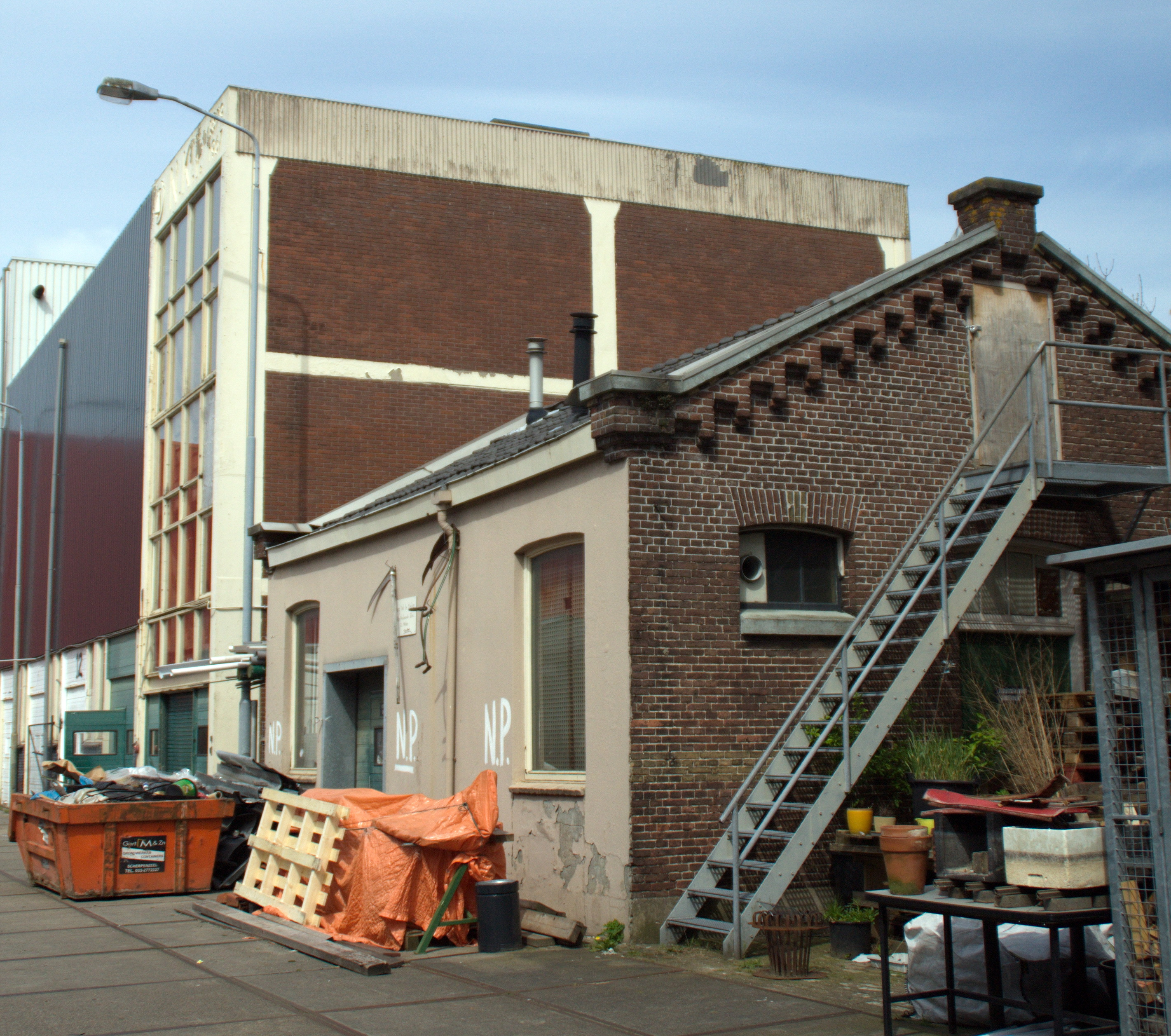
Een deel van het Warner Jenkinson complex. Op de voorgrond nog een oud gebouwtje met een veel moderner gebouw daarnaast

In totaal zijn in de geschiedenis van het fabriekscomplex Warner Jenkinson zeven perioden te onderscheiden. De eerste is die van de in 1881 gestichte luciferfabriek. Die periode duurde maar kort. Reeds in 1888 startte in de lege bedrijfsruimten de kleurstoffenfabriek van de firma Pick, Lange en Co. Deze firma werd in 1904 geliquideerd, waarna het bedrijf verderging onder de naam Farbwerk Amersfoort. In 1918 werd de naam gewijzigd in Nederlandsche Kleurstoffen Industrie (NKI). In 1961 werd een joint venture aangegaan met het Engelse bedrijf Williams, waarna het bedrijf vervolgens in 1968 in handen kwam van Morton. In 1991 werd het bedrijf ten slotte verkocht aan het Engelse Warner-Jenkinson. In 2001 werden de industriële activiteiten in het fabriekscomplex gestaakt.
Naast het terrein van de luciferfabriek werd in 1884 het Gemeentelijk Mestbedrijf gevestigd. Dit bedrijf, dat zich ontwikkelde tot de gemeentelijke afvalverwerking werd vanaf 1919 op een andere locatie, maar ook weer naast de Farbwerk-fabriek, voortgezet als de Gemeentelijke Reinigings- en Ontsmettingsdienst. Op het terrein van dit bedrijf werd in 1936 de eerste rioolwaterzuiveringsinstallatie van Amersfoort gebouwd. In 1973 werd een nieuwe gemeentelijke rioolwaterzuiveringsinstallatie aan de Neonweg in gebruik genomen. Vanaf 1976 werden de bassins verhuurd aan de NKI, die daarin haar eigen afvalwater ontkleurde. In 1981 werd het terrein met de bassins verkocht aan de NKI. Vanaf dat moment maakte het terrein deel uit van het fabriekscomplex.

### 1881 – 1887: Stoomluciferfabriek De Eem
Op veilige afstand van het centrum van Amersfoort, gunstig gelegen langs de Eem, werd in 1881 door Jan Barend Beuker en Adriaan van der Valk een stoomluciferfabriek gebouwd. De fabriek werd in 1883 in gebruik genomen en bereikte al snel een grote productie. Er is sprake van de productie van miljoenen luciferdoosjes per jaar. In 1886 vond nog een uitbreiding plaats. Maar de fabriek werd al weer heel snel buiten gebruik genomen. In december 1887 werd de productie beëindigd.
De fabriek van Beuker & Van der Valk wist op de internationale koloniale en  uitvoerhandeltentoonstelling te Amsterdam van 1883 een eervolle vermelding in de wacht te slepen.

### 1888 – 1904: Kleurstoffenfabriek Pick, Lange & Co.
Nadat de luciferproductie in de fabriek aan de Eem was gestaakt, gingen drie Duitse industriëlen in de fabriek aan de slag om kleurstoffen te maken. Paul Pick, dr. Martin Lange en Gustav Cornheim richtten het bedrijf Pick, Lange & Co. op dat azokleurstoffen ging bereiden uit aniline, bestemd voor de textielindustrie. Het bleef een bescheiden fabriek; er werkten nooit meer dan twintig personeelsleden. In 1902 verlieten enkele firmanten het bedrijf en ging het verder onder de naam Chemische Fabriek Amersfoort, voorheen Pick, Lange & Co. De hoofdzetel van het bedrijf werd naar Amsterdam verplaatst. Het bedrijf werd in 1904 geliquideerd.

### 1904 – 1918: Farbwerk Amersfoort
Na de liquidatie van Pick, Lange & Co werd het bedrijf voortgezet onder de naam 'Farbwerk Amersfoort'. Directeur was de in Duitsland geboren en in 1907 tot Nederlander genaturaliseerde Carl Friedrich Hennings. In 1907 werd een nieuwe vleugel aan de fabriek gebouwd. In 1918 moest Hennings zich uit het bedrijf terugtrekken.

### 1918 – 1961: Nederlandsche Kleurstoffen Industrie
De meerderheid van de aandelen kwam in handen van de Amersfoorter Jacob Johannes Otto (1875-1953) en de Amsterdammer G.J. Zweers. Die veranderden de naam in 'Nederlandsche Kleurstoffen Industrie' (NKI). Het bedrijf produceerde vooral kleurstofcomposities op basis van ingekochte pigmenten. Het bedrijf had nog steeds een bescheiden omvang. Zelden werd een maandomzet van fl. 4000,- gehaald. De producten werden verkocht onder de meest fantastische namen. In 1934 werd Otto's zoon, Jacob Johannes Otto jr. (1908-1988) tot commercieel directeur benoemd. Na het overlijden van Otto sr. zou hij zijn vader opvolgen als algemeen directeur.
In de Tweede Wereldoorlog groeide de omzet aanvankelijk door het wegvallen van concurrerende import. Maar de aanvoer van grondstoffen stagneerde en aan het einde van de oorlog richtte men zich vooral op het mengen van kleurstoffen voor surrogaten van voedsel en dergelijke. Na de oorlog bleef men zich vooral op de productie van kleurstoffen voor de voedingsmiddelenindustrie concentreren. Een zoon en een schoonzoon van Otto jr. hadden in deze tijd een directiefunctie in het bedrijf.
De familie Otto kocht in 1969 ook de bedrijfspanden van de voormalige wascholinefabriek aan de Kleine Koppel 31.

### 1961 – 1967: Williams
De gehele periode van 1918 tot 1961was het bedrijf feitelijk in handen van de familie Otto. In 1961 kwam hier verandering in. Toen werd een joint venture aangegaan met het Engelse bedrijf Williams uit Hounslow. De naam die aan de joint venture werd gegeven was Nedklind.

### 1967 – 1991: Morton
In 1967 werd Williams overgenomen door het Amerikaanse bedrijf Morton-Norwich. Het bedrijf kreeg ook de vroegere wascholinefabriek, gelegen aan Kleine Koppel 31 in handen.
Aan de Kleine Koppel 39 vonden grote uitbreidingen plaats. In 1967 kwam een groot nieuw pand gereed aan de oever van de Eem, grenzend aan de gemeentereiniging. De fabricage van kleurstoffen kon toen op een grotere schaal plaatsvinden. In de oude gebouwen werd de productie van technische kleurstoffen, vooral voor de olie-industrie, voortgezet. In 1972 verrees een tweede nieuw gebouw langs de Eem, deze keer aan de kant van de Geldersestraat. Daarin werden kleed- en doucheruimten, kantines en magazijnen ondergebracht, en later kantoren. De gebouwen uit 1967 en 1972 werden ontworpen door architect ing. J.Th. van Dijk en gebouwd door het Amersfoortse bouwbedrijf Heilijgers.
Rond 1980 werkten er in het gehele bedrijf 125 personen en was de omzet 40 miljoen gulden.
In 1976 werd het aangrenzende terrein van de gemeentelijke rioolwaterzuiveringsinstallatie van de gemeente gehuurd. Dit terrein werd in 1981 door Morton gekocht.

### 1991 – 2001: Warner-Jenkinson
De kleurstoffenfabriek werd in 1991 weer verkocht aan het Engelse bedrijf Warner-Jenkinson Co. In 1998 bouwde dit bedrijf op de plaats van een vleugel uit 1907 een nieuw deel met een automatisch magazijn, dat nooit in gebruik werd genomen. In 2001 vertrok Warner-Jenkinson en werd het fabriekscomplex in z'n geheel overgenomen door de gemeente Amersfoort.

### 1884 – 1919: Gemeentelijk mestbedrijf
Het westelijke deel van het fabriekscomplex heeft een wat andere geschiedenis. In 1884 kocht de gemeente het terrein genaamd "De Zandhoopen" aan de Eem, dat grensde aan Eemzicht, aan Berg en Dal, het landgoed van baron Nepveu en zijn zoon Jean, en aan het terrein van de toenmalige luciferfabriek. Dit terrein lag op de plaats waar in 1935 de Erdal-fabriek (later: Prodent) zou verrijzen. Het terrein was aanvankelijk een "mestbedrijf", waar de 'tonnetjes' uit de stad en het vuil uit riolen en van straten, dat via schuiten werd aangevoerd, werd verwerkt tot een verkoopbaar mestproduct. Het was nieuw dat de overheid die werkzaamheid ging uitvoeren. Geleidelijk aan ontwikkelde de plek zich tot de gemeentereiniging, waar ook allerlei ander afval belandde. In 1903, na het overlijden van de laatste telg uit het geslacht Nepveu, kocht de gemeente Berg en Dal en voegde dat bij het terrein van het mestbedrijf.

### 1919 – 1981: Gemeentelijke Reinigings- en Ontsmettingsdienst
In 1919 werd tussen de Nijverheidsweg – Noord en de Eem een nieuw terrein van de Gemeentelijke Reinigings- en Ontsmettingsdienst ontwikkeld. Het betrof een terrein van 20.300 m², dat voorheen bouw- en weiland was. Langs de Bolleweg (nu: Geldersestraat), grenzend aan de kleurstoffenfabriek, was reeds eerder een klein perceel aangekocht, waarop een gebouw van de gemeentelijke ontsmettingsdienst werd gebouwd. Op de hoek van de Nijverheidsweg-Noord en de Bolleweg werd een groot poortgebouw neergezet.  Tussen het poortgebouw en de kleurstoffenfabriek werd een muur gebouwd, met een ingang voor de ontsmettingsdienst. Deze muur is het enige deel van de oorspronkelijke bebouwing dat nog bestaat. Langs de Nijverheidsweg werd een langgerekt gebouw geplaatst met werkplaatsen, wagenloodsen en een woning voor de stalbaas. Naast een paardenstal voor 24 paarden omvatte het terrein ook een weide: het gebied tussen de kleurstoffenfabriek en de Nijverheidsweg. Meer naar het noorden verrees een hooiberg en was meer grasland. Langs de Eem werden verschillende inrichtingen gebouwd, zoals een sorteerloods, een spoelinrichting, een compostkuip, een voddenbergplaats, een beerkelder en een verbrandingsoven. Het gehele complex, dat (inclusief grondaankopen) fl. 347.700,- kostte, was gereed in 1920. 

In 1931 werd het terrein uitgebreid met een vuilstort en er kwam een nieuwe, grotere, vuilverbrandingsoven. De mestbereiding werd rond die tijd vrijwel beëindigd.
In 1926 werd zuidelijk van de Geldersestraat het Gemeentelijk Abattoir gebouwd.
In 1927 startten de voorbereidingen voor de bouw van een afvalwaterzuivering op het terrein dat grensde aan de kleurstoffenfabriek. In 1936 werd een eerste installatie van beperkte omvang gerealiseerd. Na de Tweede Wereldoorlog werden de installaties in verschillende fasen uitgebreid. In 1970 werd begonnen met de bouw van een geheel nieuwe rioolwaterzuiveringsinstallatie achter het industrieterrein Isselt, eveneens aan de Eem. Die was in 1973 gereed en werd in 1976 overgenomen door de provincie. De waterzuivering aan de Geldersestraat werd stopgezet. Het terrein bleef nog enige jaren bij de Gemeentelijke Reiniging in gebruik.
Vanaf 1976 werden de rioolwaterzuiveringsbassins verhuurd aan de kleurstoffenfabriek. In 1981 werden ze verkocht aan Morton, dat in die tijd eigenaar van de kleurstoffenfabriek was. Vanaf dat moment maakten ze deel uit van het complex van de kleurstoffenfabriek, dat vervolgens in 1991 door Warner-Jenkinson werd gekocht.

## Het Eemhavengebied nu
In het Eemhavengebied, dat deel uitmaakt van het Eemkwartier is sinds de jaren tachtig sprake van herontwikkeling, waarbij de traditionele handels- en industriële activiteiten grotendeels verdwijnen, en de aandacht verschuift naar wonen, winkels en horeca en dienstverlening. Spottend werd er bij alle wilde plannen wel gesproken van "Manhattan aan de Eem". Gaandeweg kwam er ook aandacht voor behoud van het industrieel erfgoed in het gebied. Dat ging niet zonder belangrijke verliezen. Zo konden bijvoorbeeld de fabrieksgebouwen van Rohm & Haas aan de Eem en de Prodentfabriek worden behouden, maar ging het 17e-eeuwse Pakhuis het Spijker in 2005 tegen de grond. 

## Ontwikkeling van het Warner Jenkinson-complex na 2001
Nadat Warner-Jenkinson de bedrijfsactiviteiten had gestopt, werd het complex gekocht door de gemeente Amersfoort.
Delen van het complex werden verhuurd aan bedrijven en (groepen) kunstenaars, waaronder De Spullenmannen. Vanuit deze laatste groep werden sinds 2012 initiatieven genomen om het gehele complex, dat de naam "De WAR" heeft gekregen te verwerven en kleinschalig te herontwikkelen met respect voor de waarde van het industrieel erfgoed. De gemeente Amersfoort heeft dit initiatief niet ondersteund en in 2017 het complex verkocht aan een projectontwikkelaar. Dit leidde tot onrust in de stad. Onder de leus "Handen af van De WAR" werd bijv. door vele honderden sympathisanten gedemonstreerd.